# 石墨烯纳米带
石墨烯纳米带是指大概宽度小于50 nm的石墨烯条带。其理论模型最初于1996年提出。

鋸齒形石墨烯納米帶的二維結構。採用緊束縛近似模型做出的計算，顯示出鋸齒形具有金屬鍵性質。

扶手椅形石墨烯納米帶的二維結構。採用緊束縛近似模型做出的計算，顯示出扶手椅形具有金屬鍵性質或半導體性質，依寬度而定。

## 电子结构
為了要賦予單層石墨烯某種電性，會按照特定樣式切割石墨烯，形成石墨烯纳米带（Graphene nanoribbon）。切開的邊緣形狀可以分為鋸齒形和扶手椅形。採用緊束縛近似模型做出的計算，預測鋸齒形具有金屬鍵性質，又預測扶手椅形具有金屬鍵性質或半導體性質；到底是哪種性質，要依寬度而定。可是，近來根據密度泛函理論計算得到的結果，顯示出扶手椅形具有半導體性質，其能隙與納米帶帶寬成反比。實驗結果確實地展示出，隨著納米帶帶寬減小，能隙會增大。但是，直至2009年, 尚沒有任何測量能隙的實驗試著辨識精確邊緣結構。
通過施加外磁場，石墨烯納米帶的光學響應也可以調整至太赫茲頻域 。
石墨烯納米帶的結構具有高電導率、高熱導率、低雜訊，這些優良品質促使石墨烯納米帶成為積體電路互連材料的另一種選擇，有可能替代銅金屬。有些研究者試著用石墨烯納米帶來製成量子點，他們在納米帶的某些特定位置改變寬度，形成量子禁閉（quantum confinement）。
石墨烯納米帶的低维結構具有非常重要的光电性能：粒子數反轉和寬帶光增益。這些優良品質促使石墨烯納米帶放在微腔或纳米腔体中形成激光器  和放大器。 
根据2012年10月的一份研究表明有些研究者試著将石墨烯納米帶应用于光通信系统，发展石墨烯納米激光器 。

## 光學性質
最早的石墨烯奈米帶光學性質的數值結果是林與徐於2000年預測。扶手椅和鋸齒形邊緣的石墨烯奈米帶中光學躍遷具有的不同選擇規則。這些結果在2007年得到了Hsu和Reichl的研究支持，其對鋸齒形石墨烯奈米帶與單壁扶手椅碳奈米管進行比較研究。結果表明，鋸齒形石墨烯奈米帶的選擇規則與碳奈米管的選擇規則不同，鋸齒帶的本徵態可分為對稱或反對稱。此外，也預測邊緣態應該在鋸齒形石墨烯奈米帶的光學吸收中發揮重要作用。邊緣態和體態之間的光學躍遷應造成低能量區域的吸收光譜 (<3 eV)。於2011年，對光學躍遷的特性出現理論與數值上的分析推導，並明確了選擇規則，當入射光的極化方向平行於鋸齒形石墨烯奈米帶時，其光學選擇規則是{\displaystyle \Delta J=J_{2}-J_{1}}要是奇數，其中{\displaystyle J_{1}}和{\displaystyle J_{2}}為能帶編號。而對於極化方向垂直於鋸齒形石墨烯納米帶時，{\displaystyle \Delta J=J_{2}-J_{1}}是偶數。
對於扶手椅石墨烯奈米帶，當入射光的極化方向平行於扶手椅石墨烯奈米帶時，其光學選擇規則為{\displaystyle \Delta J=J_{2}-J_{1}=0}。類似於碳奈米管中的電子躍遷，扶手椅石墨烯奈米帶禁止子帶間躍遷。儘管單壁扶手椅碳納奈管和鋸齒形石墨烯奈米帶的選擇規則不同，但吸收峰間的隱藏相關性已被預測。管晶胞中的原子數{\displaystyle N_{t}}與鋸齒形帶晶胞中的原子數{\displaystyle N_{r}}有如下的條件: {\displaystyle N_{t}=2N_{r}+4} (這就是所謂的匹配條件週期性和硬壁邊界條件)。在最近鄰緊束縛模型的中獲得的這些結果已被考慮到交換和相關效應的第一性原理密度泛函理論計算所支持。
包含了準粒子校正和多體效應的第一原理計算研究了石墨烯基材料的電子和光學特性。通過GW計算，可以準確研究石墨烯基材料的特性，包括石墨烯奈米帶、邊緣和表面功能化的扶手椅石墨烯奈米帶以及扶手椅石墨烯奈米帶中的縮放特性。

## 外部連結
- Graphene nanoribbons on arxiv.org